# Me amarás (canção)
"Me Amarás" é uma canção do cantor porto-riquenho Ricky Martin, extraída como primeiro single de seu segundo álbum de estúdio em carreira solo, intitulado Me Amarás (1993). A canção foi lançada em 11 de janeiro de 1993, e foi acompanhada de um videoclipe.
A canção apareceu na sexta posição no Hot Latin Tracks dos Estados Unidos.

## Formatos e lista de faixas
U.S./Latin America promotional 12" single
1. "Me Amarás" – 4:29

## Charts
| Chart (1993)                    | Melhor posição |
| ------------------------------- | -------------- |
| U.S. Billboard Hot Latin Tracks | 6              |